# Форхгаммер, Иоганн Георг
Иоганн Георг Форхгаммер (26 июля 1794, Хузум (Шлезвиг) — 14 декабря 1865, Копенгаген) — датский химик и геолог, фактический пионер крупных исследований по обеим этим наукам на территории Дании.

## Биография
Иоганн Георг Форхгаммер родился в семье учителя, в 1810—1815 годах работал помощником аптекаря, позже поступил в университет в Киле, где изучал физику, химию и фармацевтику, а также интересовался математикой и минералогией. В 1818 году окончил университет и познакомился в Киле с Иоахимом Дитрихом Брандисом, мечтавшим основать в Копенгагене газовый завод. Форхгаммер заинтересовался этим проектом и переехал в Копенгаген, однако поездка Брандиса в Англию, где тот должен был изучить основы газового освещения, сорвалась и предприятие не состоялось. Несмотря на это и то, что родным языком для него был немецкий, Форхгаммер решил остаться в Дании. Уже в конце 1818 года он познакомился с датским физиком и химиком Эрстедом, став его ассистентом и вместе с ним и Лаурицем Эсмархом отправившись в минералогическую экспедицию на остров Борнхольм. В 1820 году благодаря поддержке Эрстеда смог защитить в Копенгагенском университете диссертацию на соискание учёной степени доктора философии в области химии. В 1820 году отправился в длительное путешествие в Великобританию, посетив Англию и Шотландию, а затем, в 1821 году, — на Фарерские острова, везде изучая магматические породы.
В 1823 году, вернувшись с полевых исследований, получил должность лектора химии и минералогии в Копенгагенском университете, в 1829 году занял ту же должность в недавно основанной политехнической школе, возглавив одновременно химическую лабораторию там; в 1831 году был назначен экстраординарным, в 1850 году — ординарным профессором минералогии в Копенгагенском университете. В 1848 году стал куратором геологического музея, с 1835 по 1837 год проводил большое количество работ для геологической службы Дании. После смерти Эрстеда в 1851 году стал ректором политехнической школы и секретарём датской Академии наук. С 1850 года интересовался также антропологией. В 1857 году внёс решающий вклад в создание в Копенгагене системы газового освещения, в чём планировал принять участие ещё в начале XIX века. Работал главным образом по геогнозии Дании, однако занимался и множеством других вещей — от создания пожарной команды в Розенберге до организации работ по устройству артезианской скважин. Считался одним из крупнейших учёных Дании своего времени. На протяжении своей жизни несколько раз посещал Англию, по его инициативе состоялось два конгресса натуралистов из скандинавских стран.
Главные труды: «Krystallographie» (Копенгаген, 1833); «Danmarks geognostiske Forhold» (Копенгаген, 1835); «Bidrag til Skildringen af Danmarks geographiske Forhold» (там же, 1837) и «On the composition of seawater indifferent parts of the ocean» (1864).